# 맨션

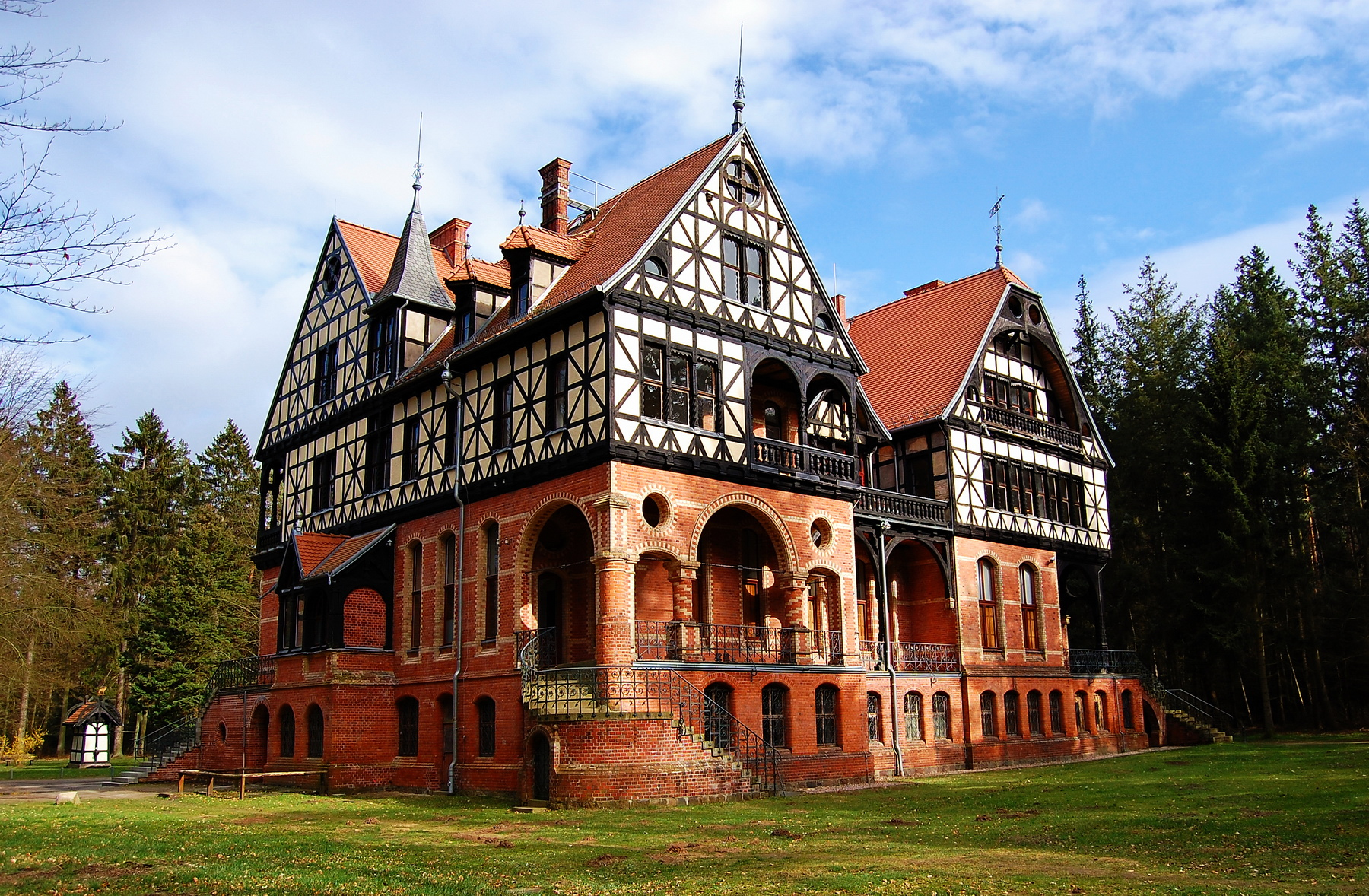
독일 로스토크 근처에 사냥을 위해 지어진 1885년식 그룬데르제이트 저택인 겔벤산드 마노르

맨션(Mansion)은 호텔처럼 되어있는 고급 아파트를 말한다. 예를 들자면 홍콩의 키콴 맨션, 펄시티 맨션 같은 곳이 있다.
맨션은 큰 주거용 주택이다. 단어 자체는 "거주하다"라는 동사 manere에서 파생된 추상 명사인 라틴어 mansio "dwelling"에서 고대 프랑스어를 통해 파생되었다. 영어 단어 manse는 원래 본당 신부가 스스로 유지할 수 있을 만큼 큰 재산을 정의했지만 저택은 더 이상 이런 방식으로 자립하지 않는다(로마 또는 중세 빌라와 비교). 영지(Manor)는 동일한 뿌리, 즉 그곳에 "남아 있는" 영주에게 부여되는 영토 소유에서 유래한다.
로마가 멸망한 후, 요새화되지 않은 별장을 짓는 관행이 중단되었다. 오늘날 전 세계에서 사람이 거주하는 가장 오래된 저택은 대개 중세 시대에 요새화된 주택으로 존재하기 시작했다. 사회 상황이 천천히 변하고 안정화됨에 따라 요새는 축소될 수 있었고 수세기에 걸쳐 안락함을 얻었다. 현대식 저택의 발전을 가능하게 하는 암울하고 금지된 집이 아닌 아름다운 집이 유행하고 가능해졌다.
영국 영어에서 맨션 블록은 웅장하게 보이도록 설계된 아파트 블록을 의미한다. 홍콩과 일본을 포함한 아시아의 많은 지역에서는 맨션이라는 단어가 아파트 단지를 지칭하기도 한다. 현대 일본에서는 영어 단어 "mansion"에서 유래한 "manshon"(일본어: mansion)이 다세대 아파트 단지나 콘도미니엄을 가리키는 데 사용된다. 일본어권에서는 아파트를 온통 맨션(マンション)이라는 이름으로 짓는 것이 기본이기도 하다.

## 같이 보기
- 아파트
- 타운하우스
- 궁전